# Lee Casciaro
Lee Casciaro (* 29. September 1981 in Gibraltar) ist ein gibraltarischer Fußballspieler.

## Karriere
Am 7. September 2014 absolvierte Casciaro sein erstes Spiel für die gibraltarische Fußballnationalmannschaft in der EM-Qualifikation bei der 0:7-Niederlage gegen Polen. Am 29. März 2015 erzielte er im EM-Qualifikationsspiel beim 1:6 gegen Schottland den zwischenzeitlichen 1:1-Ausgleich und damit das erste Pflichtspieltor für Gibraltar.
Im Rahmen der zweiten Qualifikationsrunde der Champions League 2016/2017 erzielte er gegen den Schottischen Meister Celtic Glasgow im Hinspiel den Siegtreffer zum 1:0.
Seit dem 24. März 2023 ist er der älteste jemals eingesetzte Fußballspieler in einer EM-Qualifikationsrunde.

## Sonstiges
Casciaro ist im Hauptberuf Polizist.